# Ian Black (Snookerspieler)
Ian Black (* 11. Dezember 1954; † 25. Oktober 2006) war ein schottischer Snookerspieler, der zwischen 1981 und 1993 für zwölf Saisons Profispieler war. In dieser Zeit erreichte er unter anderem die Runde der letzten 32 der Snookerweltmeisterschaft 1983 und Rang 40 der Snookerweltrangliste, gewann aber vor allem die Scottish Professional Championship 1981.

## Karriere
Black machte erstmals auf sich aufmerksam, als er 1973 an der britischen U19-Meisterschaft teilnahm und das Viertelfinale erreichte. Nach einer Niederlage gegen Doug Mountjoy in der Runde der letzten 32 der Pontins Spring Open 1974 erreichte er zwei Jahre später bei den Pontins Autumn Open das Achtelfinale, in dem er sich Geoff Foulds geschlagen geben musste. Im Laufe des Jahres 1981 wurde er Profispieler.
Bereits 1981 nahm Black an der Scottish Professional Championship teil, der schottischen Profi-Meisterschaft. Bei dieser zog er mit Siegen über Murdo MacLeod und Eddie McLaughlin ins Finale ein, wo er Matt Gibson besiegte und somit sein einziges Profiturnier während seiner Karriere gewann. Während seiner ersten Profisaison, der Spielzeit 1981/82, verlor Black jedoch zahlreiche Spiele, abgesehen von der Scottish Professional Championship gewann er lediglich ein Spiel gegen Maurice Parkin in der Qualifikation für die Snookerweltmeisterschaft, bei der er anschließend in der finalen Qualifikationsrunde gegen Rex Williams ausschied. Bei der Scottish Professional Championship erreichte er dagegen erneut mit zwei Siegen das Finale, verlor diesmal aber mit 7:11 gegen Eddie Sinclair. Mangels einer Teilnahme an einer Hauptrunde eines Ranglistenturnieres blieb Black auf der Snookerweltrangliste zunächst ungesetzt.
Ähnlich verliefen auch die nächsten beiden Saisons, in denen er ebenfalls viele Spiele verlor, aber bei je zwei Turnieren zumindest ein Spiel gewinnen konnte. Von Bedeutung ist dabei insbesondere die Snookerweltmeisterschaft 1983, für deren Hauptrunde sich Black durch Siege über Mario Morra und Paul Medati qualifizierte. Ebenso erreichte er bei der UK Championship 1983 die Runde der letzten 32, wogegen er beim Professional Players Tournament 1983 direkt für die Hauptrunde qualifiziert war. Denn nach der Teilnahme an der WM-Hauptrunde hatte sich Black auf Platz 40 der Weltrangliste gesetzt, allerdings belegte er eine Saison später nur noch Rang 51. Nachdem er in der Saison 1984/85 keine einzige Hauptrunde erreicht hatte, belegte er nur noch Rang 57. Dieser negative Trend setzte sich anschließend mit einer Verschlechterung auf Rang 74 fort, auch wenn Black in der Saison 1984/85 die Runde der letzten 32 der Matchroom Trophy und die Runde der letzten 64 der British Open erreicht hatte und in der anschließenden Saison in die Runde der letzten 64 der International Open eingezogen war.
In den nächsten beiden Saisons schaffte es Black trotz einiger Siege nicht, sich für eine einzige Hauptrunde zu qualifizieren. Abgerutscht auf Rang 121 der Weltrangliste, reduzierte er zur Saison 1989/90 seine Turnieranmeldungen deutlich; bei den vier Turnieren, für die er sich angemeldet hatte, verlor er dreimal sein Auftaktspiel und gab im letzten Fall dieses kampflos auf. Zwar konnte er in der folgenden Spielzeit wieder einzelne Partien für sich entscheiden, ohne aber eine Hauptrunde zu erreichen. Als er in der Saison 1991/92 lediglich an der Benson and Hedges Satellite Championship teilnahm und dort chancenlos gegen den ihm gegenüber mit drei Century Breaks klar überlegenen Inder Amrik Cheema verlor, verzichtete Black auf weitere Turnierteilnahmen. Mittlerweile abgestürzt auf Rang 239, verlor er 1993 seinen Profistatus und beendete nach zwölf Saisons auf der Profitour seine Profikarriere. Am 25. Oktober 2006 verstarb Black im Alter von 51 Jahren.

## Erfolge
| Ausgang       | Jahr | Turnier                            | Finalgegner    | Ergebnis |
| ------------- | ---- | ---------------------------------- | -------------- | -------- |
| Profiturniere |      |                                    |                |          |
| Sieger        | 1981 | Scottish Professional Championship | Matt Gibson    | 11:7     |
| Zweiter       | 1982 | Scottish Professional Championship | Eddie Sinclair | 7:11     |